# Davide Grassi
Davide Grassi (* 13. Januar 1986 in Montecchio) ist ein italienischer ehemaliger Fußballspieler.

## Karriere
Grassi begann seine Karriere in der Jugend des AC Parma (ab 2004 FC Parma), bevor er 2006 über den AC Cattolica Calcio zum slowenischen Verein SC Bonifika wechselte. In der darauffolgenden Saison wechselte er nach Spanien zu UD Mérida.
Während eines Scottish-League-Cup-Spiels zwischen dem FC Aberdeen und dem FC Dundee erlitt er am 24. September 2009 eine dreifache Wangenknochen-Fraktur. Daraufhin wurde er am 1. Juli 2010 bei Aberdeen entlassen.
Daraufhin verließ er Schottland im Juli 2010 und unterschrieb bei Sorrento Calcio. Nachdem er nur zu drei Einsätzen kam wechselte er zu US Triestina. Nachdem er dort zu keinem einzigen Einsatz gekommen war, verließ er Italien wieder und wechselte nach Belgien zum FC Brüssel. Am 17. August 2011 debütierte er beim 1:1-Unentschieden gegen KV Ostende. Zwei Monate später erzielte er beim 4:0-Sieg gegen K. Standaard Wetteren sein erstes Tor für Brüssel.
Am 2. August 2012 kehrte er nach Schottland zurück und wechselte zum FC Dundee. Am 11. August 2012 machte er bei der 2:0-Niederlage gegen den FC St. Mirren sein Debüt. Nach einer Knieoperation musste der sechs Wochen pausieren. Nach einer weiteren Knieverletzung musste er zwei Monate pausieren.
Im Jahr 2013 verließ er Dundee und wechselte zu Aris Limassol. Im Jahr 2014 verließ er Zypern und wechselte zum deutschen Drittligisten VfL Osnabrück. Er unterschrieb einen Vertrag bis zum 30. Juni 2016.
Nach der Auflösung des Vertrags mit dem VfL Osnabrück im Sommer 2015 wechselte Grassi zum rumänischen Zweitligisten Rapid Bukarest. Dort kam er neunmal zum Einsatz, ehe er im März 2016 zu Sarawak FA nach Malaysia wechselte. Im Sommer 2016 nahm ihn der zyprische Erstligist Nea Salamis Famagusta unter Vertrag. Mit dem Klub kämpfte er in den folgenden eineinhalb Jahren um den Klassenverbleib. Anfang 2018 verließ er Zypern wieder und schloss sich dem griechischen Erstligisten AO Kerkyra an. Dort kam er in der Saison 2017/18 lediglich zu vier Einsätzen und musste mit seinem neuen Team am Saisonende absteigen.